# Caroline B. Cooney
Caroline B Cooney är en amerikansk författare född 10 maj 1947 i Geneva, New York.
Cooney har bland annat skrivit Vampyrens gåva och serien The face on the milk carton som heter Saknad: Jennie 3 år på svenska.